# Хліборобський Шлях
«Хліборобський Шлях» — часопис (місячник, двотижневик, а від листопада 1933 р. як тижневик), орган «хліборобів-державників» (гетьманців). Виходив у Львові 1932–1935, опісля об'єднався з газетою «Батьківщина».
Видавці і редактори Іван Гладилович і Теофіл Коструба. «Хліборобський шлях» популяризував погляди В'ячеслава Липинського та організації хліборобів. Редакція часопису наголошувала: «Ми не радикали, а консерватисти. Не руйнувати, а конструктивно працювати бажаємо».
На сторінках «Хліборобського шляху» з'явилися статі Коструба, як «Гетьман Іван Скоропадський» та «Українсько-польська війна за Галичину 1918–1919 рр.». Часопис також містив дискусійні статті, зокрема, «Ідеольоґічні основи українського консерватизму на Західно-Українських землях» і «До завдань українського консерватизму на Західно-Українських землях».